# Баянгол (Баргузинский район)
Баянго́л (бур. Баян гол — «богатая долина») — улус в Баргузинском районе Бурятии. Административный центр сельского поселения «Баянгольское».

## География
Расположен на правобережье реки Ина (левый приток Баргузина), в 4 км к северу от её русла, в 65 км к северо-востоку от районного центра, села Баргузин, и в 3 км к востоку от автодороги местного значения Усть-Баргузин — Уро — Майский.

## Население
| 2002 | 2010  |
| ---- | ----- |
| 1540 | ↘1351 |

## Инфраструктура
Администрация сельского поселения, средняя общеобразовательная школа, детский сад, Дом культуры, библиотека, фельдшерско-акушерский пункт.

## Известные люди
- Цыремпилова, Шалсама Ламажаповна (1915—2009) — старший чабан колхоза имени Карла Маркса Баргузинского района Бурятской АССР, Герой Социалистического Труда[3], долгие годы работала в улусе Баянгол.

- Сангадиева, Ольга Энхеевна — Герой Социалистического Труда, старший чабан колхоза имени Карла Маркса Баргузинского района Бурятской АССР[4].

- Лубсанова, Дарима Жамсарановна ― российская театральная бурятская актриса, Заслуженная артистка Республики Бурятия (2006), Народная артистка Республики Бурятия (2021), актриса Бурятского театра драмы имени Х. Н. Намсараева[5].
- Радна Сагалаевич Бубеев (1905—1994) — Герой Социалистического Труда, Председатель колхоза имени Карла Маркса Баргузинского района Бурятской АССР (1936—1940, 1945—1959 гг)
- Сундуев Дашинима Буодиевич (1940—1997) — чабан колхоза имени Карла Маркса Баргузинского района Бурятской АССР, Герой Социалистического Труда.